# 땅강아지
땅강아지(학명: Gryllotalpa orientalis)는 땅강아지과 땅강아지속의 곤충으로, 아시아와 오스트레일리아에서 널리 발견된다. 하늘밥도둑, 강고(江蛄), 간단히 고(蛄)라고도 한다. 예전에 아프리카땅강아지(Gryllotalpa africana)와 혼동된 적이 있었으나 1980년대 이후로는 별도의 종으로 재분류되었다. 작물의 뿌리를 갉아먹고, 땅 속에 굴을 파 식물의 뿌리가 들뜨게 해 말라죽게 하는 토양 해충이다. 그러나 땅강아지는 장 기능과 관련된 질환에 다양하게 이용됨이 확인됐고, 특히 말려 가루를 내 복용하면 변비 치료에 특효가 있는 것으로 밝혀졌다.

## 특징
몸 전체가 미세한 털로 덮여 있어 땅 속에서도 흙이 묻어나지 않는다. 머리와 가슴이 일체형으로 경계가 불분명하며, 날개가 작아 퇴화된 것처럼 보이지만 문제없이 잘 날아다닌다. 앞다리는 땅을 잘 팔 수 있도록 불도저 날처럼 넓적하게 발달했다. 이 앞다리는 주로 땅을 팔 때 사용하지만 물에서 헤엄칠 때도 사용할 수 있다. 5~7월에 산란하여 애벌레가 3령이 될 때까지 돌보는 모성애를 보인다. 밤에 불빛에 날아들기도 한다. 들판이나 풀숲, 산 등지에 흔하게 분포한다. 수컷은 밤에 굴 속에서 '비이이이~'하는 울음소리를 내기도 한다. 서울시 보호야생생물로 지정되어 있지만 적당한 토양이 갖추어진 곳이라면 쉽게 볼 수 있다.

## 방언
땅강아지는 땅개비, 도루래, 돌도래, 하늘강아지, 하늘밥도둑, 꿀도둑, 누고라고도 한다.